# 洛塔斯维格体育俱乐部
洛塔斯维格体育俱乐部（Lota Schwager）是智利足球俱乐部，位于智利科罗内尔，球队现为智利足球丙B級聯賽的球队。

## 队史
俱乐部创建于1966年1月1日，球队是合并了米纳斯-洛塔和费德里克-斯维格后组建而成，最初是来自康塞普西翁的业余锦标赛。球队在其首个职业赛季中取得乙级联赛第9名。
1969年洛塔斯维格在主教练伊萨克·卡拉斯科（Isaac Carrasco）的带领下赢得了其参加职业联赛以来的第一个冠军头衔并且取得了晋级甲级联赛的资格。球队在1970年至1980年一直在甲级联赛参赛随后由于战绩不佳降入乙级，到了1987年球队在胡安·甘嘎（Juan Ganga）教练的带领下再次取得乙级联赛冠军从而重返甲级联赛行列，但是经过一个赛季球队再次降回乙级。
1994年整个地区陷入矿业危机导致俱乐部解散，在整整7年之后由贝纳尔多·乌鲁阿（Bernardo Ulloa）重建了球队。俱乐部从新开始，以业余球队身份参加了智利足球丙级联赛，第一年就升入乙级联赛。
2006赛季结束后俱乐部取得了进入升级附加赛的资格，球队最终在点球大战中击败了甲级联赛球队塔尔卡流浪者，18年后重返甲级联赛。

## 球队荣誉
- 智利足球乙级联赛冠军: 1969年, 1986年
- 智利足球丙级联赛冠军: 2001年